# Ad-Durubijja Kabira
Ad-Durubijja Kabira (arab. الدروبية كبيرة) – wieś w Syrii, w muhafazie Aleppo. W 2004 roku liczyła 489 mieszkańców.